# ماهی مرکب آفریقایی
ماهی مرکب آفریقایی (نام علمی: Loligo africana) نام یک گونه از تیره ماهی‌های مرکب قلمی است.